# Nová Ves (Srbac)
Nová Ves (srbsky Нова Вес) je vesnice v Bosně a Hercegovině, v její severní části. Administrativně spadá pod město (opštinu) Srbac a Republiku srbskou. Jedná se o vesnici, která měla historicky české obyvatelstvo.

## Přírodní poměry
Vesnice vznikla v prostoru nížiny při řece Sávě na dnešní hranici mezi Bosnou a Hercegovinou a Chorvatskem. Z jižní strany se nachází vesnice Seferovci, ze severní potom hlavní silniční komunikace a řeka Sáva. Z jižní strany vesnici také obklopují hory.

## Historie a obyvatelstvo
Vesnice zde vznikla během rakousko-uherské okupace Bosny a Hercegoviny. Kraj osídlili čeští kolonisté z Volyně v letech 1894 až 1897. Jednalo se původně od 23 rodin. V roce 1921 zde byla založena pobočka české (československé) besedy.Jednalo se původně od 23 rodin. Za druhé světové války byla vesnice napadena četnickými ozbrojenci. České obyvatelstvo se zde udrželo až do války v Bosně a Hercegovině ve značném, byť klesajícím počtu; ještě v roce 1971 zde podle jugoslávského sčítání lidu žilo okolo 30 % Čechů. Poté se velký počet místních Čechů vystěhoval a nahradili je srbští uprchlíci.[zdroj?]

## Pamětihodnosti
Ve vesnici se nachází římskokatolický kostel a škola.

## Sport
Dnes zde působí fotbalový tým FK Crvena Zemlja, který hraje v 1. lize Republiky srbské.